# Europarlamentari dei Paesi Bassi della X legislatura
Gli europarlamentari dei Paesi Bassi della X legislatura, eletti in occasione delle elezioni europee del 2024, sono i seguenti.

## Composizione storica
| Europarlamentare                    | Lista                                                    | Gruppo | Gruppo                                                 |
| ----------------------------------- | -------------------------------------------------------- | ------ | ------------------------------------------------------ |
| Rachel Blom                         | Partito per la Libertà                                   |        | Patrioti per l'Europa                                  |
| Ton Diepeveen                       | Partito per la Libertà                                   |        | Patrioti per l'Europa                                  |
| Marieke Ehlers                      | Partito per la Libertà                                   |        | Patrioti per l'Europa                                  |
| Sebastian Kruis                     | Partito per la Libertà                                   |        | Patrioti per l'Europa                                  |
| Sebastiaan Stöteler                 | Partito per la Libertà                                   |        | Patrioti per l'Europa                                  |
| Auke Zijlstra                       | Partito per la Libertà                                   |        | Patrioti per l'Europa                                  |
| Bas Eickhout                        | Sinistra Verde - Partito del Lavoro (Sinistra Verde)     |        | I Verdi/Alleanza Libera Europea                        |
| Tineke Strik                        | Sinistra Verde - Partito del Lavoro (Sinistra Verde)     |        | I Verdi/Alleanza Libera Europea                        |
| Kim van Sparrentak                  | Sinistra Verde - Partito del Lavoro (Sinistra Verde)     |        | I Verdi/Alleanza Libera Europea                        |
| Catarina Vieira                     | Sinistra Verde - Partito del Lavoro (Sinistra Verde)     |        | I Verdi/Alleanza Libera Europea                        |
| Mohammed Chahim                     | Sinistra Verde - Partito del Lavoro (Partito del Lavoro) |        | Alleanza Progressista dei Socialisti e dei Democratici |
| Marit Maij                          | Sinistra Verde - Partito del Lavoro (Partito del Lavoro) |        | Alleanza Progressista dei Socialisti e dei Democratici |
| Thijs Reuten                        | Sinistra Verde - Partito del Lavoro (Partito del Lavoro) |        | Alleanza Progressista dei Socialisti e dei Democratici |
| Lara Wolters                        | Sinistra Verde - Partito del Lavoro (Partito del Lavoro) |        | Alleanza Progressista dei Socialisti e dei Democratici |
| Malik Azmani                        | Partito Popolare per la Libertà e la Democrazia          |        | Renew Europe                                           |
| Jeannette Baljeu                    | Partito Popolare per la Libertà e la Democrazia          |        | Renew Europe                                           |
| Bart Groothuis                      | Partito Popolare per la Libertà e la Democrazia          |        | Renew Europe                                           |
| Anouk van Brug                      | Partito Popolare per la Libertà e la Democrazia          |        | Renew Europe                                           |
| Tom Berendsen                       | Appello Cristiano Democratico                            |        | Gruppo del Partito Popolare Europeo                    |
| Jeroen Lenaers                      | Appello Cristiano Democratico                            |        | Gruppo del Partito Popolare Europeo                    |
| Ingeborg ter Laak                   | Appello Cristiano Democratico                            |        | Gruppo del Partito Popolare Europeo                    |
| Raquel Garcia Hermida-van der Walle | Democratici 66                                           |        | Renew Europe                                           |
| Gerben-Jan Gerbrandy                | Democratici 66                                           |        | Renew Europe                                           |
| Brigitte van den Berg               | Democratici 66                                           |        | Renew Europe                                           |
| Sander Smit                         | Movimento Civico-Contadino                               |        | Gruppo del Partito Popolare Europeo                    |
| Jessika van Leeuwen                 | Movimento Civico-Contadino                               |        | Gruppo del Partito Popolare Europeo                    |
| Anna Strolenberg                    | Volt Paesi Bassi                                         |        | I Verdi/Alleanza Libera Europea                        |
| Reinier van Lanschot                | Volt Paesi Bassi                                         |        | I Verdi/Alleanza Libera Europea                        |
| Anja Hazekamp                       | Partito per gli Animali                                  |        | La Sinistra al Parlamento europeo                      |
| Dirk Gotink                         | Nuovo Contratto Sociale                                  |        | Gruppo del Partito Popolare Europeo                    |
| Bert-Jan Ruissen                    | Partito Politico Riformato                               |        | Gruppo dei Conservatori e dei Riformisti Europei       |

## Tabelle di sintesi

### Gruppi politici
| Gruppo parlamentare | Inizio |
| ------------------- | ------ |
| RE                  | 7      |
| PfE                 | 6      |
| Verdi/ALE           | 6      |
| PPE                 | 6      |
| S&D                 | 4      |
| GUE/NGL             | 1      |
| ECR                 | 1      |
| ESN                 | –      |
| NI                  | –      |
| Totale              | 31     |

### Fonti
1. ↑  (NL) Risultati (PDF), su kiesraad.nl.